# Grogol (Karang Tengah)
Grogol is een bestuurslaag in het regentschap Demak van de provincie Midden-Java, Indonesië. Grogol telt 2987 inwoners (volkstelling 2010).